# Haus Rischer

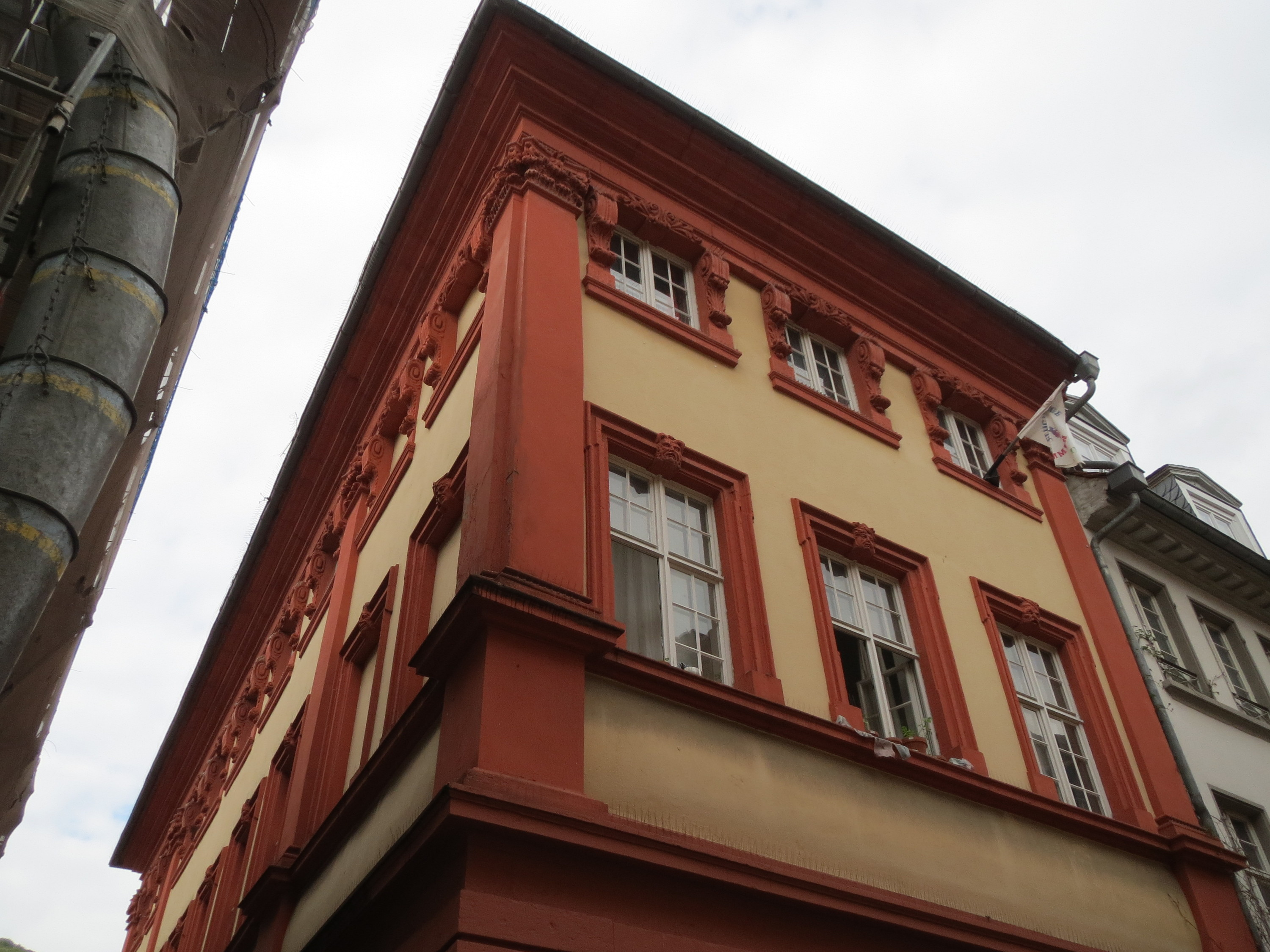
Haus Rischer

Das Haus Rischer (auch Palais Rischer) ist ein denkmalgeschütztes Gebäude in Heidelberg mit der Adresse Untere Straße 11.

## Geschichte
Seit dem Mittelalter stand auf dem Gelände der heutigen Adressen Untere Straße 11 und 13 der Sinsheimer Klosterhof, in dem ab 1588 der Rentamtmann des pfälzischen Kurfürsten seine Dienstwohnung hatte. Im Pfälzischen Erbfolgekrieg wurde er wie der Großteil der Stadt zerstört, nur der Keller blieb erhalten. Der kurpfälzische Architekt Johann Jakob Rischer, von dem mehrere Barockbauten in Heidelberg stammen, kaufte im Anschluss einen Teil des Grundstücks auf und erbaute darauf von 1711 bis 1713 den heutigen, nach ihm benannten Palais als sein eigenes Wohngebäude.
Nach seinem Tod 1755 wurde das Gebäude für verschiedene Zwecke genutzt. Lange Zeit blieb es ein Wohngebäude mit wechselnden Besitzern. Um 1820 wurde es als Universitätsfechtboden genutzt. Später erwarb der im Nebenhaus tätige Bäcker Fischer das Haus Rischer, weil er sein Geschäft erweitern wollte. Zeitweise gehörte das Bauwerk der Seifensiederei Jäger. 1959 kaufte eine Studentenvereinigung, die nichtschlagende Akademisch Musische Vereinigung Stauffia, den Palais und nutzt ihn seitdem als Studentenwohnheim.
Die Architektur der Entstehungszeit ist größtenteils erhalten, während der verschiedenen Nutzungsphasen wurden die Grundrisse allerdings mehrmals den Anforderungen entsprechend abgeändert.

## Architektur

### Aufbau und Fassade
Das Haus Rischer ist im Barockstil gehalten und ähnelt den italienischen Palazzi der Entstehungszeit. Es befindet sich als Eckhaus an der Einmündung der Bussemergasse in die Untere Straße und ist zwar äußerst prachtvoll, aber sehr schmal gehalten. Das Gebäude besteht aus zwei Vollgeschossen und einem Mezzaningeschoss, an das sich ein flaches Walmdach mit einer weit vorragenden Traufe anschließt.
Das untere Stockwerk ist ein Sockelgeschoss aus Sandstein, dessen Fassade mit vier plastisch herausgearbeiteten Doppelbändern verziert ist. Zur Unteren Straße hin bestehen zwei Portale mit Oberlichtfenstern, von denen das westliche erst nachträglich als Ladeneingang ergänzt wurde. Die Fensterbrüstungen des Erdgeschosses sind konvex gekrümmt, zur Bussemergasse hin treten darunter mehrere Kellerfenster hervor.
Über dem Piedestal schließen sich das obere Vollgeschoss sowie das Mezzaningeschoss an, die durch kolossale Sandsteinpilaster eine architektonische Einheit bilden. Auch hier ist die untere Brüstungszone nach außen vorgewölbt (gebaucht). Die Pilaster untergliedern die Fassade harmonisch und sind mit Kompositkapitellen gekrönt. Diese Kapitelle, die volutenverzierten Konsolen sowie die oberen Fensterabschlüsse mit Akanthusornamenten bilden einen Kranz um die gesamte Fassade. Darüber schließen sich das strenger gehaltene Gebälk und das Walmdach an.
In Richtung Norden, erreichbar von der Bussemergasse, schließt sich ein eingeschossiger Seitenflügel an, der komplett aus Sandstein errichtet wurde. Da die Straße zum Neckar hin abfällt, erweitert sich dort der Sockel nach unten und umfasst ein bogenförmiges Tor.

### Innenausbau
Aufgrund der geringen Größe des Grundstücks haben die zur Straße hin ausgerichteten Wohnräume keine repräsentativen Ausmaße. Dennoch befindet sich zur Innenseite des Grundstücks hin ein offener Hof. Die Türportale aus Stein, die Treppenläufe sowie die Loggien sind an die italienischen Vorbilder des Hauses Rischer angelehnt und mit Rankengittern und Balustern verziert.
Die vollständige Unterkellerung sowie ein zweiter Hof östlich des Seitenflügels sorgen für eine gute Ausnutzung des begrenzten Raumes.